# Kommandogebäude Oberst Bilgeri

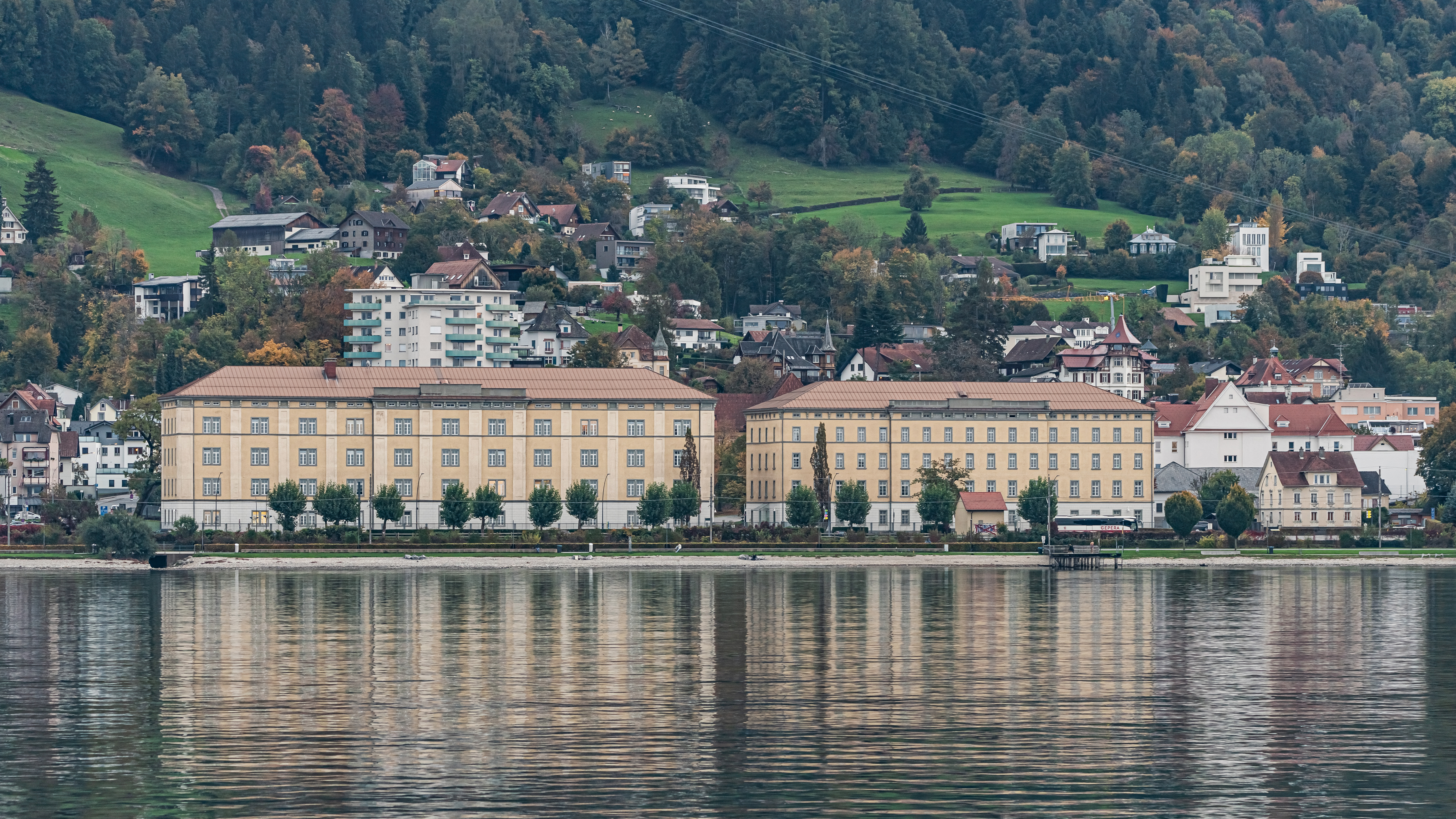
Kommandogebäude Oberst Bilgeri gesehen vom Bodensee aus

Das Kommandogebäude Oberst Bilgeri (kurz Bilgeri-Kaserne genannt) ist ein Kasernenkomplex des österreichischen Bundesheers in der Vorarlberger Landeshauptstadt Bregenz. Die Kaserne ist Sitz des Vorarlberger Militärkommandos, der Militärmusik Vorarlberg und des Kommandos des Miliz-Jägerbataillons Vorarlberg. Benannt ist das Militärgebäude nach Georg Bilgeri, einem gebürtigen Bregenzer und Pionier des alpinen Skilaufs (1873–1934). Derzeitiger Kommandant vor Ort ist der Vorarlberger Militärkommandant, Brigadier Gunther Hessel.
Die Gebäude der Kaserne liegen direkt östlich der Vorarlberger Straße (L 190), welche im Bregenzer Stadtgebiet auch noch als Reichsstraße bezeichnet wird. Gegenüber der Kaserne verläuft die Bahnlinie zwischen Bregenz und Lindau und anschließend folgt westlich bereits die Seepromenade des Bodensees. Wenige Meter von der Kaserne entfernt befindet sich auch der heutige Bregenzer Hafen sowie die ÖBB-Zughaltestelle Bregenz-Hafen.

## Geschichte

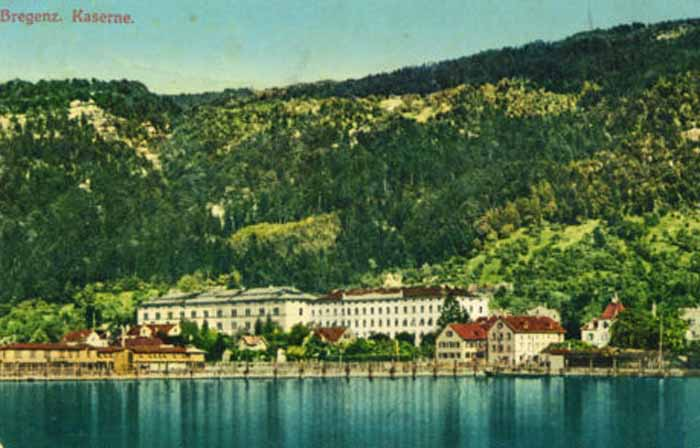
Die Bregenzer Kaserne etwa um 1900

Bereits im Jahr 1717 wurde Bregenz durch den Bau einer Kaserne Garnisonsstadt. Diese Kaserne befand sich allerdings noch nicht am heutigen Standort. Im Jahr 1825 wurde unweit des späteren Kasernenstandorts ein Badehaus im Bodensee errichtet, welches als Militärschwimmschule für die zu diesem Zeitpunkt in Bregenz bestehende Garnison genutzt wurde. Dieses – nicht mehr in Verwendung des Militärs stehende – Gebäude existiert auch heute noch und wird im Volksmund als „Mili“ bezeichnet.
Die Gebäude des heutigen Kommandogebäudes Oberst Bilgeri wurden im Jahr 1863, also bereits während der Donaumonarchie, errichtet. Zunächst waren in der Kaserne Teile des k.u.k. Infanterieregiments Nr. 59 untergebracht.
Während des Zweiten Weltkriegs waren verschiedene Truppenteile der deutschen Wehrmacht in der Bregenzer Kaserne stationiert – unter anderem die Gebirgs-Kraftfahrabteilung 18. Nach dem Ende des Zweiten Weltkrieges wurden von Mai 1945 bis November 1953 verschiedene Einheiten der französischen Armee in Bregenz einquartiert. Heute beherbergen die Kasernengebäude das Militärkommando Vorarlberg, dessen Pionierzug, die Militärmusik Vorarlberg sowie die Kommandoeinrichtungen des Miliztruppenverbands Jägerbataillon Vorarlberg. Das gesamte Kasernengelände steht aufgrund seines Alters unter Denkmalschutz.